# Дроздецький Микола Володимирович
Микола Володимирович Дроздецький (нар. 14 червня 1957, Колпіне, Ленінградська область, РРФСР, СРСР — пом. 25 листопада 1995, Санкт-Петербург, Росія) — радянський хокеїст, правий нападник. Олімпійський чемпіон. Заслужений майстер спорту.

## Спортивна кар'єра
Виступав за команди майстрів СКА (Ленінград) і ЦСКА (Москва). Семиразовий переможець чемпіонатів СРСР. За п'ятнадцять сезонів у вищій лізі провів 503 матчі, забив 252 голи. У кубку СРСР — 11 закинутих шайб, у кубку європейських чемпіонів — 34.
У складі національної команди дебютував 15 квітня 1980 року. Товариська гра у Гямеенлінні, проти збірної Фінляндії, завершилася перемогою з рахунком 8:3. Наступного дня суперники зіграли вдруге, а Дроздецький закинув першу шайбу за збірну СРСР.
Переможець хокейного турніру на зимових Олімпійських іграх у Сараєво, другого розіграшу Кубка Канади, двох чемпіонатів світу і трьох чемпіонатів Європи. У різні роки, його партнерами по лінії нападу були Олександр Мальцев, Володимир Голіков, Ірек Гімаєв, Олександр Кожевников, Віктор Тюменєв, Віктор Жлуктов, Андрій Хомутов і Михайло Варнаков.
На Олімпійських іграх, чемпіонатах світу і Кубку Канади провів 40 матчів, набрав 40 очок (23+17). Всього в складі збірної СРСР провів 109 ігор, 64 голи.
З 1989 року грав за шведську команду «Бурос». Помер 25 листопада 1995 року від загострення цукрового діабету.

## Командні досягнення
- Олімпійські ігри

 Чемпіон (1): 1984
- Кубок Канади

 Чемпіон (1): 1981
- Чемпіонат світу

 Чемпіон (2): 1981, 1982
 Третій призер (1): 1985
- Чемпіонат Європи

 Чемпіон (3): 1981, 1982, 1985
- Чемпіонат СРСР

 Чемпіон (7): 1980, 1981, 1982, 1983, 1984, 1985, 1986
 Третій призер (1): 1987

## Особисті досягнення
- За першу перемогу на чемпіонаті світу був нагороджений медаллю «За трудову доблесть» і почесним званням «Заслужений майстер спорту» (1981).
- Кращий снайпер Олімпіади-84 — 10 закинутих шайб.
- За перемогу на зимових Олімпійських іграх був нагороджений орденом «Дружби народів» (1984).
- Найкращий хокеїст СРСР 1984 року. В опитуванні тижневика «Футбол — хокей» набрав 132 очка. На другому місці воротар Владислав Третьяк — 114 очок, у захисника В'ячеслава Фетісова — 82.
- Символічна збірна СРСР (1): 1984 (разом з одноклубниками Владиславом Третьяком, Олексієм Касатоновим, В'ячеславом Фетісовим, Сергієм Макаровим і Володимиром Крутовим).
- У списку 34 кращих хокеїстів СРСР (3): 1981, 1982, 1984
- Третій бомбардир чемпіонату СРСР (2): 1981 — 58 очок (30+28), 1984 — 51 (31+20).
- Входить до списку «100 бомбардирів чемпіонату СРСР»[2].
- Член «Клубу Всеволода Боброва» — 362 голи[3].